# Batting Order (Baseball)
Die Batting Order im Baseball, synonym zu Line-up oder Batting Lineup, legt die Reihenfolge fest, in der die Spieler einer Mannschaft in der Offensive an den Schlag treten.

## Allgemeines
Die Batting Order wird vor dem Spiel vom Manager der Mannschaft auf der Line-up-Card festgehalten. Diese Line-up-Card wird dem Scorekeeper übergeben und die Schlagreihenfolge auf das Scoresheet übertragen. Die verbindliche Reihenfolge gemäß Line-up-Card tritt mit der Plate conference kurz vor Beginn des Spieles in Kraft. Danach sind Änderungen im Line-up im Laufe des Spiels nicht mehr möglich. Ein Auswechselspieler schlägt immer an der Position des Line-ups, an der sein Vorgänger eingetragen war. Nur Spieler, die bei Spielbeginn auf der Line-up-Card aufgeführt sind, dürfen eingewechselt werden. Ist ein Spieler bei Spielbeginn im Dugout, aber nicht im Line-up vermerkt, so darf er nicht allein wegen der Anwesenheit eingewechselt werden, er muss zwingend im Line-up vermerkt sein. Umgekehrt ist es möglich, einen Spieler auf dem Line-up zu vermerken und später einzuwechseln, ohne dass dieser bei Spielbeginn schon anwesend ist.

## Taktische Überlegungen

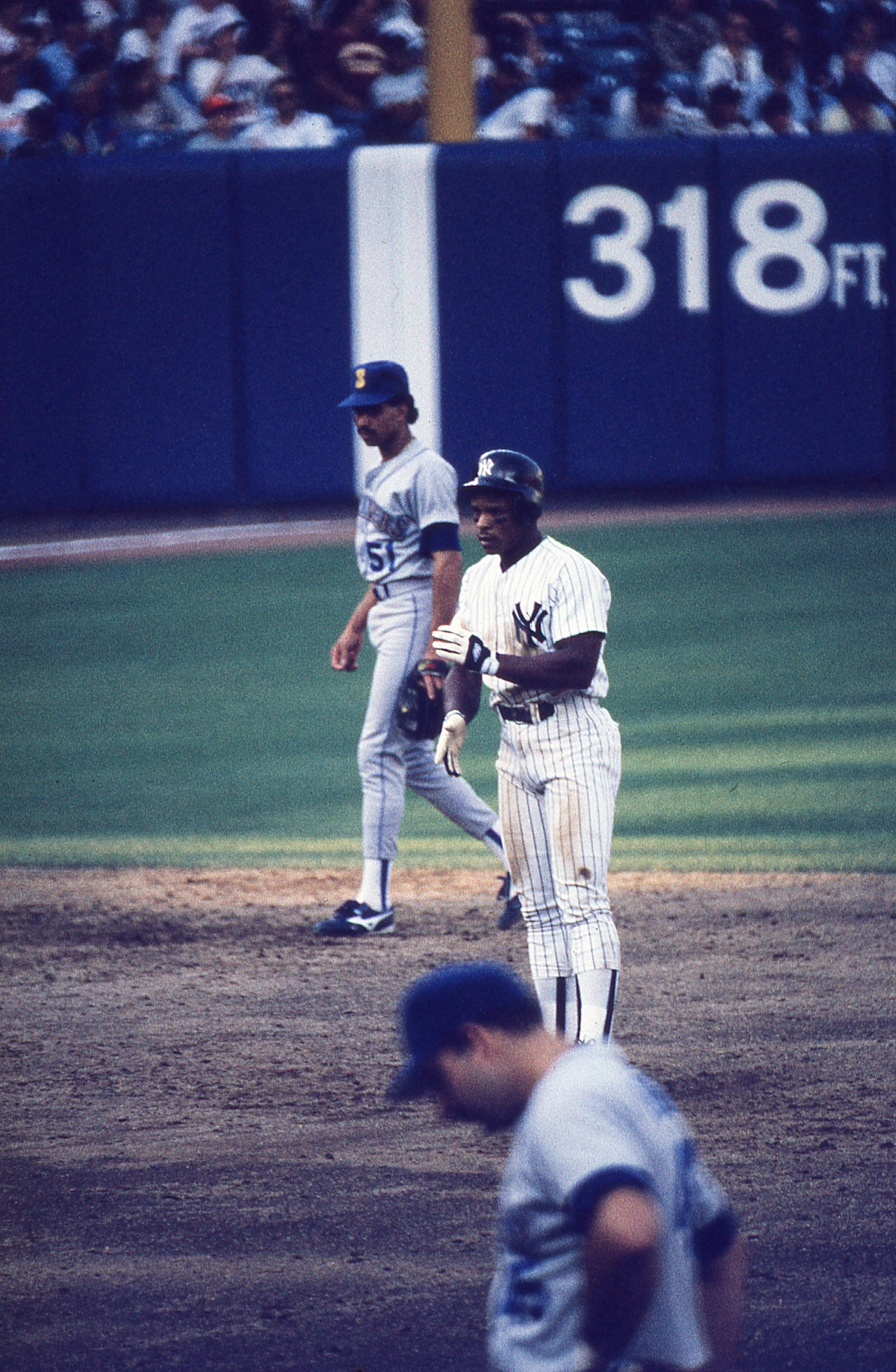
Rickey Henderson, der Rekordhalter in Steals und Runs in der MLB, gilt als einer der besten Leadoff-Hitter in der Geschichte der MLB.

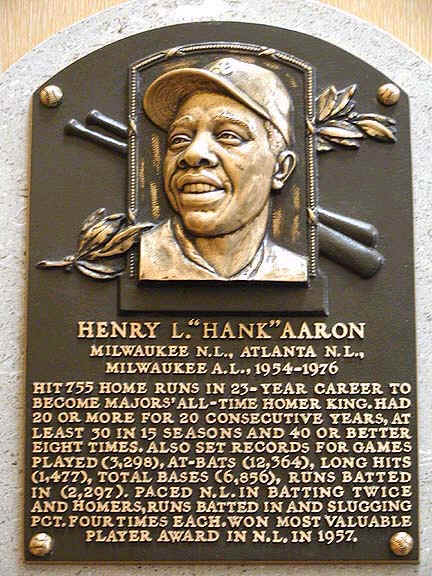
Hank Aaron gilt mit 2.297 Runs Batted In (MLB-Rekord) und 715 Home Runs als einer der besten „Cleanup Hitter“ in der Geschichte der MLB.

In einem Baseballteam verfügen die Spieler in der Offensive jeweils über ein unterschiedliches Talent, einen Baseball hart zu schlagen („Power Hitting“, besonders für Home Runs), einen Baseball präzise zu schlagen („Contact Hitting“, besonders für Hits und Batting Average), einen Pitcher für einen Base on Balls ausgucken zu können (d. h. hohe On-Base Percentage), schnell von einer Base zur anderen zu laufen (besonders für Steals und Runs), einen Mitspieler durch einen Contact Hit auf der zweiten oder dritten Base nach Hause zu schlagen, ohne einen Double Play zu provozieren („Clutch Hitting“, besonders für einen Run Batted In) oder sämtliche Mitspieler (inklusive sich selbst) durch einen Triple oder gar einen Home Run punkten zu lassen („Cleanup Hitting“). Dies führt zu folgenden taktischen Überlegungen:
- Auf der 1. Position („Leadoff Hitter“) schlägt meist ein schneller Spieler mit einer hohen Batting Average bzw. einem hohen On-Base Percentage, der zuverlässig die 1. Base erreicht. Befindet er sich auf einer Base, sorgt er mit seiner Schnelligkeit für Steals und Runs.
- Auf der 2. Position ist meist ein guter „Contact Hitter“, bei dem vorgesehen ist, dass er sowohl sich selbst auf die 1. Base und seinen Leadoff-Mann näher an die Home Plate bringt, und ebenfalls Bases stehlen und Runs erzielen kann.
- Auf der 3. Position befindet sich meist der beste Allrounder im Team, der alle Facetten der Offensive beherrscht und im Idealfall entweder einen Mitspieler nach Hause schlägt (ein durch „Clutch Hitting“ erzieltes Run Batted In) und/oder selbst auf die Bases kommt.
- Auf der 4. Position schlägt meist der beste Power Hitter im Team, der seine bis zu drei Mitspieler mit einem Home Run nach Hause schlägt und im Optimalfall die Bases „saubermacht“ („Cleanup Hitter“).
- Auf der 5. und 6. Position befinden sich meist die nächstbesten Power Hitter im Team, die zwar auch für Home Runs, aber vor allem für Runs Batted In sorgen sollen.
- Auf der 7. Position schlägt meist ein langsamer Spieler mit akzeptablem Hitting (i. d. R. der Catcher), der nur die Aufgabe hat, sicher auf die 1. Base zu kommen. Steals und Runs sind unerheblich.
- Auf der 8. Position befindet sich meist ein „Contact Hitter“, der ähnliche Aufgaben wie der Spieler auf der 2. Position hat, aber von dem eine nicht so hohe Qualität erwartet wird.
- Auf der 9. Position schlägt meist offensiv schwächste Spieler. Er wird meist am Ende der Batting Order versteckt, ehe wieder der Leadoff-Hitter dran kommt. Bei Ligen ohne Designated Hitter ist dies in der Regel der Pitcher.

Aufgrund von Auswechslungen (s. u.) kann die Schlagreihenfolge verändert werden. Insbesondere kommt es spät im Spiel dazu, dass defensiv schwächere, aber offensiv stärkere Pinch Hitter und Pinch Runner eingewechselt werden.

## Positionen in der Defensive
Um die Batting Order interpretieren zu können, ist das Verständnis der Feldpositionen im Baseball mit ihrer Abkürzung und der Positionsnummer (1–9) für das Line-up nötig. Nachstehend die einzelnen Positionen:
| Pos.-Nummer | Abkürzung | Feldposition                                                                                            |
| ----------- | --------- | --- |
| 1           | P         | Pitcher                                                                                                 |
| 2           | C         | Catcher                                                                                                 |
| 3           | 1B        | First Baseman                                                                                           |
| 4           | 2B        | Second Baseman                                                                                          |
| 5           | 3B        | Third Baseman                                                                                           |
| 6           | SS        | Shortstop                                                                                               |
| 7           | LF        | Left Fielder                                                                                            |
| 8           | CF        | Center Fielder                                                                                          |
| 9           | RF        | Right Fielder                                                                                           |
|             | DH        | Designated Hitter (Der DH hat keine Position in der Defensive und deshalb auch keine Nummer im Line-up) |

## Beispiel eines Line-up

### Zu Spielbeginn
| Batting Order | Nr. | Spielername      | Position | Nr. | Ersetzt durch | Position |
| ------------- | --- | ---------------- | -------- | --- | ------------- | -------- |
| 1.            | 74  | Aron Arkin       | 6 (SS)   |     |               |          |
| 2.            | 5   | Bert Burton      | 4 (2B)   |     |               |          |
| 3.            | 17  | Charly Chiplan   | 9 (RF)   |     |               |          |
| 4.            | 65  | Dorian Day       | 3 (1B)   |     |               |          |
| 5.            | 27  | Evan Evangelista | 7 (LF)   |     |               |          |
| 6.            | 9   | Freddy Faircury  | 5 (3B)   |     |               |          |
| 7.            | 33  | Gerald Gump      | 2 (C)    |     |               |          |
| 8.            | 15  | Homer Hompsin    | 8 (CF)   |     |               |          |
| 9.            | 60  | Ira Irshwin      | 1 (P)    |     |               |          |
| Ersatzspieler |     |                  |          |     |               |          |
|               | 88  | Kevin Kurtz      |          |     |               |          |
|               | 61  | Liam Leesson     |          |     |               |          |
|               | 72  | Marty Meltman    |          |     |               |          |
|               | 3   | Nick Nelto       |          |     |               |          |

### Nach Auswechslungen
| Batting Order | Nr. | Spielername      | Position | Nr. | Ersetzt durch | Position |
| ------------- | --- | ---------------- | -------- | --- | ------------- | -------- |
| 1.            | 74  | Aron Arkin       | 6 (SS)   |     |               |          |
| 2.            | 5   | Bert Burton      | 4 (2B)   |     |               |          |
| 3.            | 17  | Charly Chiplan   | 9 (RF)   |     |               | 7 (LF)   |
| 4.            | 65  | Dorian Day       | 3 (1B)   |     |               |          |
| 5.            | 27  | Evan Evangelista | 7 (LF)   | 88  | Kevin Kurtz   | 9 (RF)   |
| 6.            | 9   | Freddy Faircury  | 5 (3B)   |     |               |          |
| 7.            | 33  | Gerald Gump      | 2 (C)    |     |               |          |
| 8.            | 15  | Homer Hompsin    | 8 (CF)   |     |               |          |
| 9.            | 60  | Ira Irshwin      | 1 (P)    | 61  | Liam Leesson  | 1 (P)    |
| Ersatzspieler |     |                  |          |     |               |          |
|               | 88  | Kevin Kurtz      |          |     |               |          |
|               | 61  | Liam Leesson     |          |     |               |          |
|               | 72  | Marty Meltman    |          |     |               |          |
|               | 3   | Nick Nelto       |          |     |               |          |

Wird die Position in der Defensive gewechselt, so bleibt die Reihenfolge am Schlag (Batting Order) bestehen, aber der Positionswechsel wird auf der Line-up-Card vermerkt. Im Beispiel kam Liam Leesson für Ira Irshwin auf derselben Position als Pitcher ins Spiel. Kevin Kurtz hingegen, für Evan Evangelista eingewechselt, nahm die Position im Right Field ein, dafür rückte der ursprüngliche Rightfielder, Charly Chiplan, ins Left Field. Trotzdem wird Charly Chiplan in diesem Spiel immer an dritter Stelle der Schlagreihenfolge bleiben.
Wechselt eine Mannschaft in der Offensive aus, werden die eingewechselten Spieler als Pinch Hitter (PH) bezeichnet, wenn der Spieler am Schlag eingewechselt wird, oder als Pinch Runner (PR), wenn ein Spieler auf einer der Bases ersetzt wird. Im Lineup wird der eingewechselte zunächst mit der Positionsbezeichnung PH oder PR eingetragen und erst mit einer Defensivposition versehen, wenn er auch in der Defensive auf dem Feld bleibt. Auch für Pinch Hitter und Pinch Runner gilt, dass sie in der Batting Order den Platz des eingewechselten Spielers einnehmen müssen.

## Verletzung der Batting Order
Wird die Batting Order während des Spiels verletzt, wird also ein Spieler übergangen, der nach der vorgegebenen Reihenfolge an der Reihe wäre (batting out of turn oder batting out of order), so wird der Batter nachträglich als out gewertet, der eigentlich an der Reihe gewesen wäre, wenn die Regelverletzung festgestellt wird, nachdem der falsche Schlagmann seinen Schlagdurchgang unmittelbar beendet hat. Alle Punkte oder Bases, die auf sein Eingreifen zurückgehen, werden annulliert. Hat bereits der nächste Batter in das Spiel eingegriffen, so gibt es keine Strafe. Wenn der Fehler bemerkt wird, solange der falsche Batter noch am Schlag ist, wird die Batting order wiederhergestellt, indem der aktuelle Batter am Schlag ausgetauscht wird.